# سیارک ۸۱۹۹
سیارک ۸۱۹۹ (به انگلیسی: 8199 Takagitakeo، نامگذاری:1993XR) هشت هزار و صد و نود و نهمین سیارک کشف شده‌است که در ۹ دسامبر ۱۹۹۳ کشف شد.